# Louis Landouzy
Pour les articles homonymes, voir Landouzy.

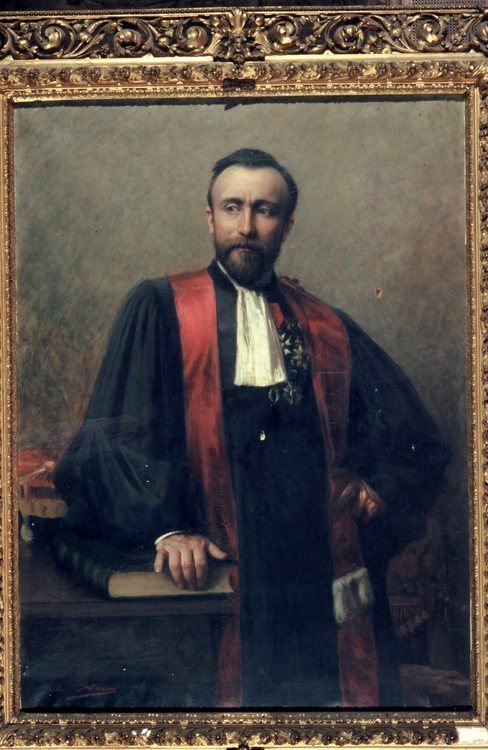
Le professeur Louis Landouzy par Jules-Charles Aviat.

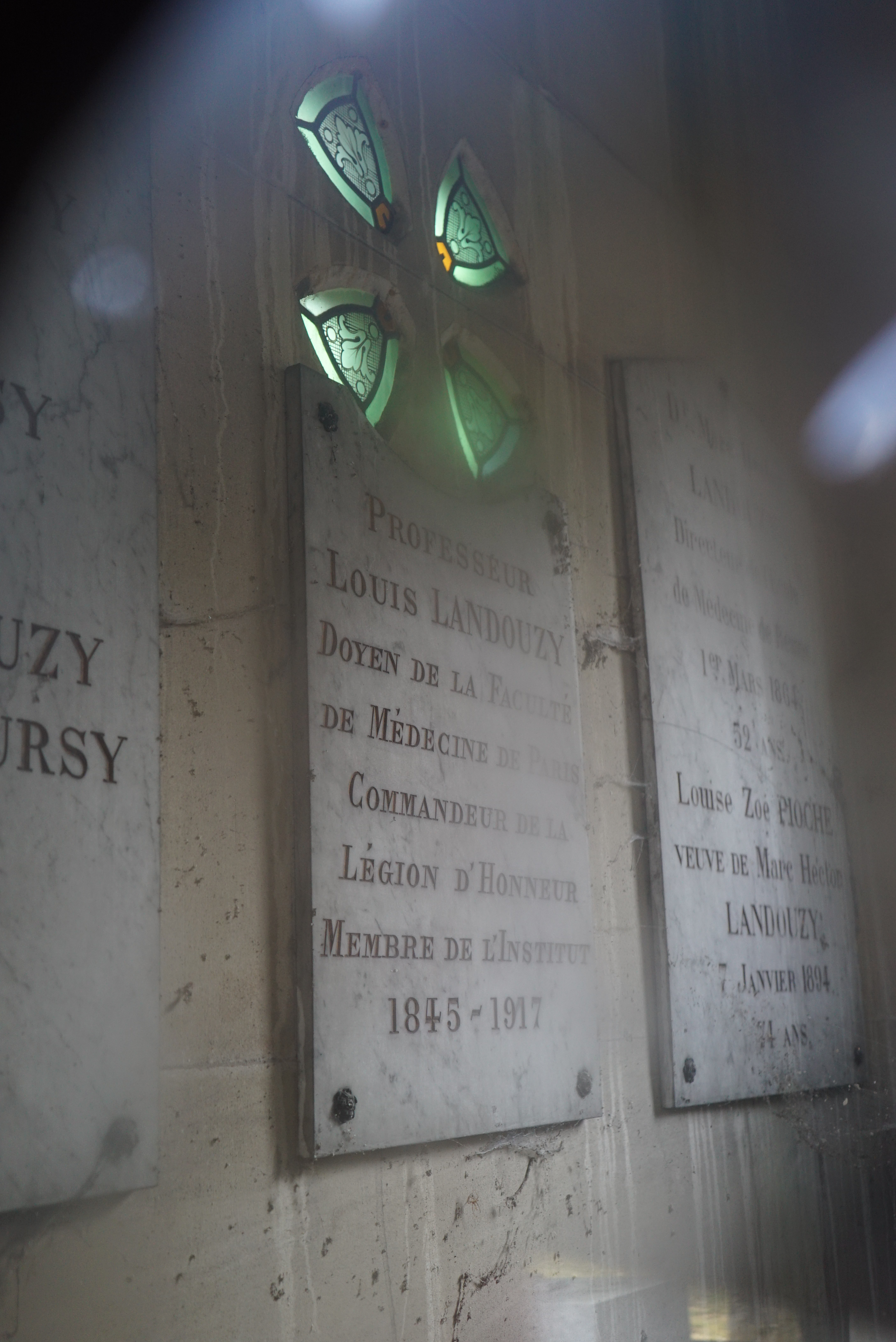
Au cimetière du nord de Reims.

Théophile Joseph Louis Landouzy, né à Reims le 27 mars 1845 et mort à Paris le 10 mai 1917, est un médecin et neurologue français.

## Biographie
Il était le fils du médecin rémois Hector Landouzy et de Zoé Pioche. Il fait ses études secondaires à Reims, et ses études de médecine à Reims et à Paris où il obtient son doctorat en 1876. Professeur de médecine en 1893, il est doyen de la Faculté de médecine de Paris en 1901, membre de l'Académie de médecine et Commandeur de la Légion d'honneur. Il est élu membre libre de l'Académie des sciences en 1913. Il est le beau-frère de Charles Richet et le grand-oncle de Gabriel Richet.
Au cours de sa carrière médicale, Landouzy s'est principalement intéressé à la  tuberculose et il fut l'un des acteurs majeurs des campagnes d'informations publiques en vue de son éradication. Il fut membre de plusieurs comités internationaux de lutte contre cette maladie.
Landouzy est aussi connu pour avoir créé le terme de camptodactylie qui désigne une déformation en flexion des articulations interphalangiennes proximales des doigts.
Outre ses travaux médicaux, il était un acteur de la vie mondaine parisienne. Il recevait, au Faubourg Saint-Germain, sous les lambris dorés de l'hôtel d'Aligre (Paris) 15, rue de l'Université, que Napoléon Ier avait fait décorer par Charles Percier et Pierre-François-Léonard Fontaine pour son cousin Beauharnais.
Il repose à Reims, avec son père, au Cimetière du Nord.

## Œuvres et publications
- Trois observations de rage humaine, réflexions, A. Duval (Paris), 1873, lire en ligne sur Gallica.
- Les sérothérapies : leçons de thérapeutique et matière médicale, [professées à la Faculté de médecine de l'Université de Paris], G. Carré et C. Naud (Paris), 1898, lire en ligne sur Gallica.

En collaboration
- avec Félix Jayle(1866-1945): Glossaire médical, C. Naud (Paris), 1902, lire en ligne sur Gallica.
- avec Jean Heitz: Polyclinique physicothérapique. Effets obtenus par la balnéation carbogazeuse (spécialisation fonctionnelle de Royat) chez les malades hypertendus et les malades insuffisants du œuvre, F. Alcan (Paris), 1906, lire en ligne sur Gallica.
- Éléments d'anatomie et de physiologie médicales, publiés sous la direction de MM. L. Landouzy et Léon Bernard, Masson (Paris), 1913, lire en ligne sur Gallica.

## Éponymie
Le nom de Landouzy reste associé à la « myopathie atrophique progressive », une dystrophie musculaire dont le nom officiel, depuis 1954 est la dystrophie facio-scapulo-humérale (FSH). Il décrivit cette affection avec Jules Dejerine, dont il fut l'ami proche et le témoin de mariage en 1888.
Son nom est aussi associé à celui du neurologue Joseph Grasset (1849-1918) dans l'énoncé d'une loi (loi de Landouzy-Grasset) selon laquelle, dans les lésions d'un hémisphère cérébral, le patient aura, en cas de spasticité la tête tournée du côté atteint, alors qu'en cas de paralysie la tête sera tournée du côté de la lésion cérébrale responsable (opposé à celui de la paralysie) : il s'agit donc d'une variante de la loi de Prévost-Vulpian.

## Décorations
- Commandeur de la Légion d'honneur[3]

## Hommage
La rue du Docteur-Landouzy dans le 13e arrondissement de Paris prend son nom depuis 1933. Une rue porte aussi son nom dans le Quartier Laon Zola - Neufchâtel - Orgeval à Reims.
La bibliothèque interuniversitaire de santé, sise à l'université Paris Descartes dans le 6e arrondissement de Paris, abrite une salle Landouzy, qui fut le premier espace public de la bibliothèque.